# Millefleur
Millefleur (francosko mille-fleurs, dobesedno 'tisoč cvetov') se nanaša na slog ozadja številnih majhnih cvetlic in rastlin, ki so običajno prikazane na zelenih tleh, kot da rastejo v travi. V bistvu je omejena na evropsko industrijo tapiserij v poznem srednjem veku in zgodnji renesansi, od približno 1400 do 1550, predvsem pa okoli 1480–1520. Morris & Co. je ta slog v 19. stoletju v Angliji opazno preporodil in ga uporabil na originalnih tapiserijah in ilustracijah iz svojih publikacij Kelmscott Press. Millefleur slog se razlikuje od mnogih drugih slogov cvetlične dekoracije, kot je arabeska, po tem, da je prikazanih veliko različnih vrst posameznih rastlin in ni običajnega vzorca. Rastline polnijo polje, ne da bi se povezale ali bistveno prekrivale. Po tem, da se razlikuje tudi od rastlinske in cvetne gotske dekoracije robov strani v iluminiranih rokopisih.
Obstaja tudi precej drugačen slog, znan kot millefleur v indijskih preprogah iz obdobja od približno 1650 do 1800.
V 15. stoletju je bila razvita izpopolnjena tehnika izdelovanja stekla. Millefiori, beneško steklo iz Murana in drugi proizvajalci stekla izdelujejo različne predmete, ki uporabljajo motiv.

## Tapiserije
V slogu millefleur se rastline razpršijo po polju na zeleni podlagi, ki predstavlja travo, da ustvarijo vtis cvetočega travnika in enakomerno prekrijejo celo okrašeno polje. Takrat so jih v francoščini imenovali verdures. So večinoma cvetoče rastline, prikazane kot celota ali samo cvet, z obarvanostjo cvetov izrazito svetle v primerjavi z običajno temnejšim ozadjem. Številne so prepoznavne kot posebne vrste z različnimi stopnjami realizma, vendar se zdi, da natančnost ni smisel upodabljanja. Tudi cvetoče rastline se ne uporabljajo za ustvarjanje perspektive ali globinske ostrine. Po polju so zelo pogosto razpršene živali in včasih človeške figure, pogosto precej majhne glede na rastline in podobne velikosti, ne glede na njihovo dejansko velikost.
Tapiserije običajno vključujejo velike figure, katerih pomen ni vedno očiten, kar se zdi, da izhaja iz delitve dela po cehovskem sistemu, tako da so tkalci člani slikarskega ceha morali ponoviti risbe figur, vendar so lahko oblikovali ozadja sami. Tak je bil primer v Bruslju po tožbi obeh skupin leta 1476. Predmeti so na splošno posvetni, nekaj pa je tudi ohranjenih  verskih motivov.
Millefleur slog je bil najbolj priljubljen v poznem 15. in začetku 16. stoletja v francoski in flamski tapiseriji, med najbolj znanimi primeri pa sta Dama in samorog in Lov na samoroga. Sta iz tako imenovanega 'klasičnega' obdobje, ko je vsak 'šopek' ali rastlina individualno oblikovana, improvizirana s tkalcem, medtem ko imajo poznejše tapiserije, verjetno večinoma narejene v Bruslju, po navadi imajo zrcalne posnetke rastlin na desni in levi strani dela, kar pomeni, da se karton ponovi dvakrat. O natančnem izvoru primerov se je veliko prepiralo, a edini ohranjeni primer, katerega prvotno plačilo je bilo mogoče najti, je bila velika heraldična preproga millefleur, narejena za vojvodo Karla Drznega iz Burgundije v Bruslju, katere del je zdaj v Bernskem zgodovinskem muzeju .
Začetke sloga lahko vidimo v zgodnejših tapiserijah. Znamenita serija tapiserij Apokalipsa (Pariz, 1377–82) ima več ozadij, pokritih z rastlinskimi motivi, ki pa izvirajo iz vitic na poti do iluminiranih rokopisnih robov. Pravzaprav večina zelo velikih sklopov sloga ne uporablja v celoti, travnik cvetov pa se razprostira na vrhu slikovnega prostora. Zgodnje Lovske tapiserije iz Devonshira (1420-ih) imajo naravoslovno krajinsko ozadje, gledano z nekoliko povišanega očišča, tako da ima spodnji dve tretjini vsakega prizora millefleur ozadje, vendar to daje pot gozdu ali morju in nebu na vrhu tapiserije. Trajanova in Herkinbaldova pravica (približno 1450) in večina kompleta Lov na samoroga (približno 1500) sta si podobna. Od glavnega obdobja ima vsaka tapiserija v kompletu Dama in samorog tri ločena območja millefleur ozadja: otok, na katerem so figure, kjer so rastline gosto razporejene, zgornje območje ozadja, kjer so razporejene v navpične pasove in spremljava živali na zelo raznolikih nivojih in spodnje območje, kjer ima ena vrsta rastlin med seboj rahle razmike.
V 1800-ih je slog millefleur oživil in vključil v številne tapiserijske izdelke Morris & Co. Podjetja Pomona (1885) in Achievement of the Grail (1895–96) kažejo, da se držijo srednjeveškega sloga millefleur. Druge tapiserije, kot sta Poklon Treh kraljev (1890) in Neuspeh sira Gawaina (ok. 1890-ih), slog uporabljajo bolj svobodno, sposojajo si pogosto ravno, razgiban videz cvetov, vendar jih prekrivajo in uporabljajo kot del pokrajine in ne kot povsem dekorativno ozadje. Poklon Treh kraljev je bil eden najbolj priljubljenih modelov podjetja, saj je bilo med letoma 1890–1907 stkanih deset različic.
- À mon seul désir, iz nabora Dama in samorog
- Tapiserija iz 15. stoletja
- Detajl enega iz kompleta Dama in samorog
- Millefleur v heraldični tapiseriji za salzburškega škofa, po 1519
- Poklon Treh kraljev ki so jo v poznih 1800-ih stkali Morris & Co.

## Indijske preproge
Izraz se uporablja tudi za opis severnoindijskih preprog, prvotno iz pozne mogulske dobe v poznem 17. in 18. stoletju. Vendar imajo te veliko število majhnih cvetov v ponavljajočih se enotah, ki pogosto bodisi nerealno izvirajo iz dolgih zvijajočih se stebel ali so geometrično razporejeni v ponavljajočih se kupčkih ali grozdih. V tem se bistveno razlikujejo od nepravilno urejenega celotnega rastlinskega sloga evropskih tapiserij in bližje arabesknemu slogu. Cvetovi, ki izvirajo iz istega stebla, so lahko popolnoma različnih barv in vrst. Obstajata dve široki skupini, ena usmerjena in bolj verjetno kaže cele rastline (zgodnja različica je zgornja ilustracija), druga pa ne usmerjena in pogosto prikazuje le stebla in cvetove.
Zdi se, da so bile proizvedene v Kašmirju in sodobnem Pakistanu. Odražajo kombinacijo evropskih vplivov in temeljne perzijsko-mogulske dekorativne tradicije ter trend manjših elementov v dizajnu. Slog ali sloge so pozneje prevzeli perzijski tkalci, zlasti za molilne preproge, približno do leta 1900.
- Indija, del preproge Saf, zgodnji primer, ki je precej bližje slogu tapiserije
- Preproga millefleur Star-Lattice, 17. in zgodnje 18. st., mogulska Indija, Christie's,

## Druga uporaba
Millefleur slog se včasih prosto uporablja v ilustracijah sira Edwarda Burne-Jonesa za publikacije Kelmscott Press, na primer v njegovi ilustraciji levo od naslovnice The Wood Beyond the World (1894).
Millefleur so uporabljeni v freski umetnika Leona Cowarda The Happy Garden of Life, ki se je pojavila v znanstvenem filmu iz leta 2016 2BR02B: To Be or Naught to Be. Rože na freski so bile prilagojene in preoblikovane v tiste v seriji Samorog v ujetništvu iz serije tapiserij Lov na samoroga, kot del verskih aluzij freske.